# Tina Mikkelsen
Tina Mikkelsen (født 3. oktober 1962), er en dansk digter og forfatter. Hun er uddannet fra Forfatterskolen for Børnelitteratur.
Tina Mikkelsen debuterede sent som forfatter og med sin debut Du er langt fra tæt på (Jorinde og Joringel, 2013), der vandt hende plads som en af to danske repræsentanter på Nordisk Debutantseminarium på Biskops Arnö i Sverige, blev hun med sine 51 år en af de ældste deltagere nogensinde på Debutantseminariet.

## Priser
- 2013 Statens Kunstråd, arbejdslegat
- 2011 Dream on baby, vinder af lyrikkonkurrencen Indre Bys Digt
- 2010 og 2011 vinder af Z-Faktor (digtkonkurrence på Odense Lyrikfestival)

## Eksterne links
- Anmeldelse af debuten Arkiveret 22. november 2014 hos  Wayback Machine
- bibliotek.dk
- Danske Litteraturpriser